# Nemiusklooster
Het Klooster van de Zusters van de Zoete Moeder, bekend als het Nemiusklooster, is een voormalig rooms-katholiek klooster in 's-Hertogenbosch.
Het klooster van de congregatie Zusters van Liefde is gelegen aan Nemiusstraat 4 in de ten noorden van het centrum gesitueerde 20ste-eeuwse uitbreidingswijk De Muntel. De zusters waren werkzaam in het onderwijs aan meisjes.Aan het klooster waren een scholencomplex en een bejaardenpension, een kerk en een pastorie verbonden.  De kerk is reeds lange tijd gesloopt, de pastorie is jaren lang in gebruik geweest als Marokkaans consulaat. Ondanks dat het klooster besloten was had het een belangrijke rol in de wijk. In de Tweede Wereldoorlog zaten er mensen ondergedoken en later in de oorlog schuilden er burgers in de kelders ten tijde van bombardementen. Door een bom of granaatinslag werd een deel van de kapelmuur weggeslagen. Na de oorlog schonken de bewoner van de Muntel nieuwe glas-in-loodramen aan het klooster, die er nu nog zitten en in 2016-2017 zijn gerestaureerd.  De laatste zusters vertrokken in 2004 naar hun moederklooster in Schijndel.

## Rijksmonument
Het pand dat in de jaren 20 werd ontworpen door  Hendrik Willem Valk werd in 2001 als rijksmonument opgenomen in het monumentenregister.  Sinds 2016 is er een hotel en maatschappelijk verantwoord leerwerkbedrijf in gevestigd onder de naam 'De Soete Moeder'.